# Strobice
Strobice [pronunciación en polaco: /strɔˈbit͡sɛ/] (en alemán: Struwitz) es un pueblo ubicado en el distrito administrativo de Gmina Pakosławice, dentro del condado de Nysa, Voivodato de Opole, en el suroeste de Polonia. Se encuentra a unos 2 kilómetros al sureste de Pakosławice, a 8 kilómetros al noreste de Nysa, y a 42 kilómetros al oeste de la capital regional Opole.